# Saba (botanica)
Saba (Pichon) Pichon, 1953 è un genere di piante della famiglia delle Apocinacee.

## Tassonomia
Il genere comprende le seguenti specie:
- Saba comorensis (Bojer ex A.DC.) Pichon
- Saba senegalensis (A.DC.) Pichon
- Saba thompsonii (A.Chev.) Pichon